# Coniopholis subnitida
Coniopholis subnitida är en skalbaggsart som beskrevs av Anton Franz Nonfried 1906. Coniopholis subnitida ingår i släktet Coniopholis och familjen Melolonthidae. Inga underarter finns listade i Catalogue of Life.